# ジェイムズ・オーティス
ジェイムズ・オーティス（James Otis, 1725年2月5日 - 1783年5月23日）は、マサチューセッツ湾直轄植民地の法律家、政治活動家。アメリカの植民地時代末期に当局による強制捜査のあり方を批判して植民地の権利を主張、その論旨は後の独立革命の理念の背景の一つとなった。通例、「代表なき課税は暴政である」というフレーズを初めて使ったとされる。
同じく法曹畑の政治活動家である父親と同名であり、その混同を避けるため、当時の史料を含む多くの文献で、本稿の主題である息子に言及するときは「ジェイムズ・オーティス・ジュニア (James Otis, Jr.) 」、父親のほうに言及するときは「ジェイムズ・オーティス・シニア (James Otis, Sr.) 」、または民兵軍での階級（「大佐」）が添えられている。本稿では父親について述べる場合にのみ「父ジェイムズ」として明示する。

## 生い立ちと家族、初期の経歴
ジェイムズ・オーティスはマサチューセッツのバーンスタブルで生まれ、父ジェイムズとその妻メアリーがもうけた13人兄弟姉妹の長子として成長した。
父ジェイムズはマサチューセッツの有力者の一人として、司法長官、民訴裁判所判事、遺言検認判事、代表議会議長、民兵軍大佐などを歴任した。兄弟姉妹には、成人前に没したものもいれば、独立革命前後に公の活動を行ったものもいる。中でも、長妹マーシー・オーティス・ウォーレンは詩や戯曲などの著作活動を通じて独立革命を擁護し、末弟サミュエル・アレン・オーティスは初代合衆国上院秘書官（在任1789年 - 1814年）を務めた。
ジェイムズ・オーティスは1739年から1743年にかけてハーバード大学に在籍し、卒業後しばらく文学を独習した後、1745年から弁護士ジェレマイア・グリッドリーに学び、1747年にプリマスで弁護士として独立、1750年からはボストンに活動の中心を移した。
1755年春、商家の娘ルース・カニンガム（1728年? - 1789年11月15日）と結婚、社会的な地歩を固めた。志操堅固な王党派だったルースは夫と政治的理念を共有することはなかったが、生涯を連れ添った。2人の間には3人の子供が生まれている。長男ジェイムズは独立戦争に志願兵として従軍し、18歳を前に命を落とした。長女エリザベスは、後年オーティスが精神を患った後にイギリスの士官と結婚し、イギリス本国へ去った。次女メアリーは大陸軍将軍ベンジャミン・リンカーンの子と結婚した。
1756年頃から治安判事、司法長官代行、海事法務官代行などの任命を受ける一方、1760年にはラテン語に関する著作『ラテン語詩形論の基礎』を出版している。さらにギリシア語についても同様の草稿を書いたが、しかしギリシア文字の活字の都合がつかず、未発表となったとされる。この草稿は失われてしまっている。総じて、この時期のオーティスは、文学を愛好する優秀な若手法曹以上の存在ではなく、政治的な物事への関心は薄かった。

## 植民地の論客として

### 新総督バーナードと新主任判事ハッチンソン
1760年9月、最高裁判所主任判事スティーブン・スーワルが病没した。空席となった主任判事の椅子は父ジェイムズにとって宿望のものであり、前々総督ウィリアム・シャーリーからもその約束を取り付けていたつもりだった。
父親の望みを理解していたオーティスは、副総督トマス・ハッチンソンとその周辺に、8月に着任したばかりの新総督フランシス・バーナードへの口ぞえを依頼した。しかしハッチンソンは、義弟アンドリュー・オリバーやオーティスの旧師ジェレマイア・グリッドリーに推される形でバーナードから主任判事への任命を受けた。この間のいきさつは、オーティスと、バーナードおよびハッチンソンの間に埋まることのない溝を穿った。その対立は、はやくも翌年2月の援助令状を巡る論争となって表れることになる。

### 援助令状
このころマサチューセッツの税務局職員は、1750年代にマサチューセッツ最高裁判所が発給した援助令状を元に一般市民に対して捜査への「援助」を強要することができた。これらの援助令状は、発給に当たって捜査の対象や目的、その期間を特定する必要がない一般令状であったため、マサチューセッツの家財は常に強制的な捜査と押収の対象となりうる状態だった。
援助令状には「国王の死後6ヶ月」という有効期限があった。ジョージ2世が1760年10月に崩御したため、既存の令状は1761年4月に失効することになった。当局は援助令状を新王ジョージ3世の名の下に再発給することを要請したが、これに対し、ボストンの商人たちが公聴会の実施を求めた。
この時期海事法務官を代行していたオーティスは当局側の弁護を要請されたがこれを拒否して離職、反対に、学友オクセンブリッジ・サッチャーと共に、貿易商たちの弁護を公益のための無償奉仕という形で買って出た。1761年2月、マサチューセッツ議会議事堂で開かれた公開討論では、司法長官として当局の弁護に立った旧師グリッドリーを向こうに援助令状に反対する主張を5時間に渡って論じた。
結局、オーティスらの主張は新主席判事ハッチンソンによって退けられたが、オーティスの弁論はジョン・アダムズを始めとする愛国派の人々に感銘を与え、結果としてアメリカ独立革命に一定の貢献を果たした。アダムズは後にこう回想している。「オーティスは大火の種火だった。……幼き独立の気運はあの時あの場所で生まれたのである」
この弁論によって一躍その名を知られるようになったオーティスは、同年5月、マサチューセッツ代表議会ボストン代表議員の一人に選出された。以後、1769年まで続けて議会に席を占めることになる。

### イギリス臣民の自由と権利
オーティスは弁論のみならずパンフレットの公刊によっても論説を行った。オーティスの主張はジョン・ロックの影響下にあり、これらのパンフレットにもしばしば引用されている。1762年の『マサチューセッツ湾代表議会による措置の擁護』は、オーティスがはじめて発表した政治論に関する出版物である。公費を巡る総督と議会の対立を陳述し、そこを足がかりに、課税は人民の同意を代行する代表議会によってなされるべきであるという議論を展開した。
一方、財政難に苦しむイギリス本国は、その活路を植民地への課税に見出した。1764年、本国議会の決により、植民地からの徴税による増収を謳った砂糖法が成立した。
同年9月、オーティスは『イギリス植民地の権利の主張と証明』と題するパンフレットを発表する。ここでオーティスは、諸権利は天賦自然のものであり、行政府は社会全体の福利を推進することを旨とした社会全体との契約によって成り立つというロックの説をなぞり、代表なき課税は契約関係のない行政府がイギリス臣民の市民権を侵害するものと批判した。植民地の政治的権利を理論的に示したこのパンフレットは、それまでに植民地で配布された経済的弊害を説くことに主眼を置いたパンフレット群とは一線を画し、独立革命運動にきわめて大きな影響を与えた。
しかし本国議会は、さらに1765年、植民地で発行されるさまざまな書類や出版物に本国が発行する収入印紙を貼付することを義務付ける印紙法を制定した。これは、植民地内部での取引に対する直接的な課税を意味していた。オーティスやサミュエル・アダムズは、各植民地から代表者を集めて対策会議を開くことを企画し、1765年10月の印紙法会議を実現した。オーティス自身もマサチューセッツ代表の筆頭として出席した。そして、翌年には印紙法を撤廃させることに成功する。
1766年5月、マサチューセッツ代表議会の議長に指名されるが、総督バーナードが任命を拒否したため立候補を取り下げ、結果、トマス・クッシングが議長に任命されることになった。このとき議会が指名した総督会議議員の面々も任命を拒否されている。その中には父ジェイムズも含まれていた。
同年9月、ボストンの商人ダニエル・マルコムは、援助令状に基づく家屋の立ち入り捜査に対し、援助令状によって錠前の破壊を命じることはできないと主張して施錠された区画の捜査に実力で抵抗した。当時から、この事件の裏には助言者としてオーティスの存在があると考えられていた。
1767年、本国議会では植民地に新たな税負担を求めるタウンゼンド関税法が成立。12月にペンシルベニア植民地のジョン・ディキンソンから『ペンシルベニアの一農夫からの手紙』の原稿を受け取ったオーティスは、すぐに発表するように助言した。同月開かれたマサチューセッツ議会はサミュエル・アダムズが起草したマサチューセッツ回状を採択し、各植民地に対し、国王ジョージ3世に請願書を送るよう協力を要請した。

### 引退
印紙法以来、イギリス本国への不満が高まるにつれ、ボストンの情勢は悪化していった。当局による取り締まりは厳しさを増し、自由の息子達などの抵抗運動も過激化の一途をたどる。そのような環境の中、オーティスの精神には耗弱のきざしが現れ始めた。
1769年9月、オーティスは《ボストン・ガゼット》紙上で一部の税関職員の不正を告発した。その翌日、問題の税関職員の一人であるジョン・ロビンソンから暴行を受け、頭部に深い傷を負った。加害者に2,000ポンドの損害賠償を命じる判決が下されたが、加害者の謝罪を受けたオーティスは賠償金の支払いを求めなかった。
しかしこの事件は、すでに不安定になっていたオーティスの精神に重篤な後遺症を残し、肉体の傷は癒えても精神的な安定を取り戻すことはできなかった。1770年は議会に選出されず、1771年にはふたたび選出されたが、しかしそれ以降議場に立つことはなかった。

## 晩年
1771年後半から1783年の死にいたるまでの期間、オーティスは世間と深く交わることなく過ごした。晩年のオーティスが手稿や書簡などを破棄していることもあり、この時期の消息は関係者の談話が断片的に残されているにすぎない。「その人生における最後にして曇然たる部分」であるこの期間、オーティスは「なりゆきを見守るその他大勢の一人」でしかなかった。
1775年、独立戦争が始まる。この頃オーティスは妹マーシーの世話になっていたが、6月17日に戦いの噂を聞きつけると銃を調達し、通りすがりのミニットマンの一団に同行してバンカーヒルの戦いに参加したとされるが、これは裏づけに乏しい。
1781年からはアンドーバーの知人、オズウッド家に寄宿していた。この頃には病気から回復したと家族や友人たちからは見られていた。1782年、末弟サミュエル・アレン・オーティスの勧めでボストンに戻ると、かつての友人たちが次々とオーティスを訪ねてやってきた。特に時の知事ジョン・ハンコックはオーティスに配慮を示し、5月の晩餐会への出席を承服させた。しかし、旧友が居並ぶ晩餐会の場で感極まったオーティスは再び精神の安定を失った。その後、オーティスはアンドーバーに戻った。サミュエル・アレン・オーティスの勧めに素直にしたがって、とも、官吏に身柄を拘束されて、とも言われている。

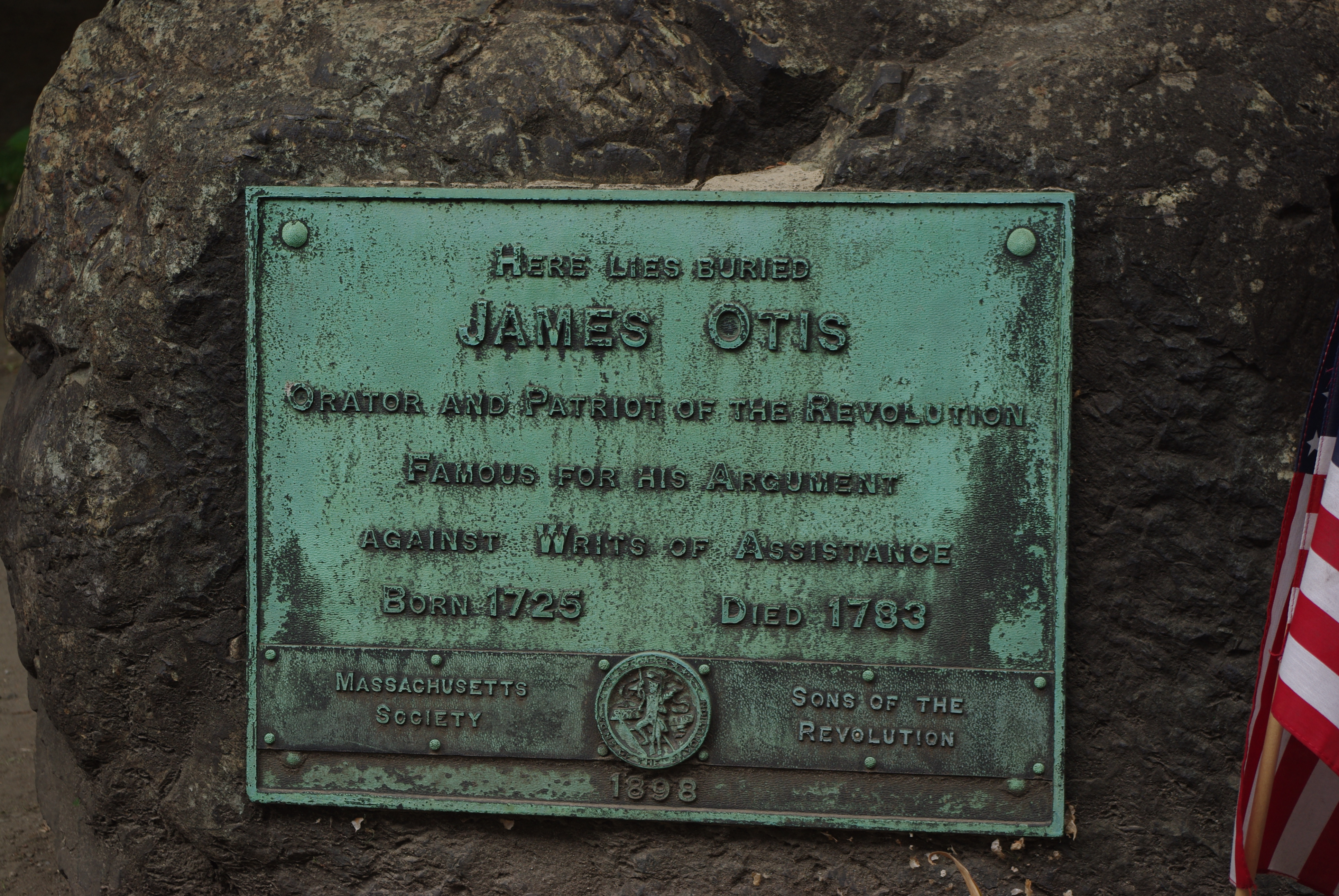
グラナリー埋葬地にあるオーティスの墓。銘板は1898年に地元有志によって製作されたもの。

アンドーバーに戻ったオーティスは、1783年5月23日、落雷の直撃を受け即死した。落雷による死はオーティスの望むものだったと言われている。遺体はボストンのグラナリー埋葬地にある妻方カニンガム家の区画に埋葬された。

## 評価
死後30年経った頃、オーティスの愛国心を否定し、その活動の動機は父親のための猟官運動が失敗に終わったことに対する逆恨みにすぎないという論評が発表されると、ジョン・アダムズは知人に手紙をしたため、こう回想した。「若造だった私もいまや年寄りだ。その年寄りが心の底から言う。あれほどまっすぐにこの地を愛し、あれほどまでに精神をすり減らし、10年という限られた時間の中であれほどまでに重要で本質的な貢献をこの地の大義に施した人物は、1760年から1770年のオーティス氏をおいて他には見当たらない」。もっとも、この評言は多くの研究者から主観的に過ぎるとみなされている。
独立革命当時に発表された文書を横断的に研究した歴史研究者タイラーは、独立革命をドラマに見立ててオーティスの事跡を統括した。「このドラマにおいて、ジェイムズ・オーティスは非常な名優であった。とはいえ、その出番は舞台の序盤に演じきられた。冒頭では並ぶものなく独壇場であった。序幕においても光彩を放った。第一幕、二幕、三幕においても、舞台正面を闊歩したのはオーティスであった。そこからも引き続き舞台に存在を示した……。しかし突如、クライマックスに至るはるか手前で舞台の上から完全に姿を消してしまった」。